# Eziologia
L'eziologia o etiologia è la parte della scienza che si occupa di ricercare le cause che provocano certi fenomeni. Il termine deriva dalla lingua greca (αἰτία, 'causa', e λόγος, 'parola', 'discorso') ed è usato in medicina, diritto, filosofia, chimica, fisica, teologia, biologia e psicologia.
In linea generale, si tratta dello studio e dell'approfondimento sul motivo per cui alcuni eventi o processi si verificano, o addirittura sulle ragioni che si nascondono dietro determinati avvenimenti.

## Mitologia e religione
Un mito eziologico è un mito nato intorno alla spiegazione del perché di un nome. Per esempio, il nome della località "Delfi" è spiegato negli Inni omerici, che raccontano come il dio Apollo avesse creato gli abitanti di Creta dal mare, dando loro le sembianze di delfini per farne dei sacerdoti a lui consacrati. In questo caso - a prescindere dalla fondatezza di questa etimologica lectio facilior - c'è una reale connessione etimologica tra Delphoi e delphis (delphos significa «utero»); molti altri miti eziologici, invece, sono basati sull'etimologia popolare, come ad esempio il termine «amazzone». Un altro chiaro esempio di eziologia sono i racconti delle Metamorfosi di Ovidio.
I popoli della storia antica erano soliti attribuire la causa o il possibile rimedio di un male del corpo o dell'anima all'opera di una qualche entità spirituale. 
In varie civiltà orientali, i demoni erano legati a specifiche facoltà o mali dell'essere umano.
Nella tradizione cristiana della Chiesa cattolica e ortodossa, per singole malattie, disordini, disfunzioni o disturbi, è associata la preghiera di intercessione rivolta ad uno o più santi (angeli o anime umane), per i quali si crede sia attestata una guarigione operata nel corso della vita terrena o dopo la morte.